# Oberösterreichische Baugesellschaft
Die Oberösterreichische Baugesellschaft war ein 1871 in Linz gegründetes Bauunternehmen, das 1928 mit der Baufirma Pirkl & Eysert zur Vereinigten Baugesellschaft Pirkl & Eysert fusioniert wurde. 1934 wurde das Unternehmen liquidiert, trat aber vor und nach dem Krieg weiterhin auf. 1972 erfolgte eine Neugründung des Unternehmens, das heute nicht mehr besteht.

## Geschichte
Bis zur Gründerzeit waren einzelne Bau- und Maurermeister in Linz vorherrschend. Erst mit Gründung der Oberösterreichischen Baugesellschaft im Jahre 1871 als Aktiengesellschaft und erstes großes Bauunternehmen Oberösterreichs entwickelte sich das Baugewerbe hin zur Bauindustrie. Die Gründung der Gesellschaft wurde durch die Linzer Großindustrie betrieben. Großaktionäre waren die Industrie- und Commerzial-Bank, die Allgemeine Sparkasse, Grillmayr & Söhne und Löwenfeld & Hofmann. Die OÖ Baugesellschaft war bald führend im Land Oberösterreich trotz der in Linz bestehenden Zweigniederlassungen einiger Baufirmen aus Wien.
Langjähriger Leiter der OÖ Baugesellschaft war Ignaz Scheck von 1873 bis zu dessen Tod 1903, der neben Michael Lettmayr und Gustav Steinberger, zahlreiche öffentliche und private Bauten in Oberösterreich entwarf. So wurden von der OÖ Baugesellschaft z. B. das Francisco Carolinum, die Direktion der Allgemeinen Sparkasse Linz Promenade, das Petrinum Linz und das AKh Linz; später die Steyrer Waffenfabrik und die Lokomotivfabrik Krauss & Comp. Linz errichtet.
Die OÖ Baugesellschaft besaß in Linz eine eigene Ziegelei (Froschberg, heute Linzer Stadion).
Personell eng verbunden war die Firma auch mit der Zementindustrie. So waren der Kunstmühlenbesitzer Adolf Hofmann und Emil Dierzer von Traunthal, Besitzer des Kirchdorfer Zementwerks, im Verwaltungsrat der Baugesellschaft. Nach 1921 verschlechterte sich allmählich die Auftragslage und es kam schließlich 1928 zur Fusion mit der Baufirma Pirkl & Eysert, mit der bereits seit längerem bei größeren Aufträgen kooperiert wurde.

## Pirkl & Eysert
Das Bauunternehmen Pirkl & Eysert wurde 1919 von den Ingenieuren Josef Pirkl und Georg Eysert in Linz gegründet. Es war hauptsächlich im Fabriks-, Bahn- und Brückenbau tätig.

## Vereinigte Baugesellschaft Pirkl & Eysert
1928 wurden die Oberösterreichische Baugesellschaft und Pirkl & Eysert zur Vereinigten Baugesellschaft Pirkl & Eysert fusioniert. Es bestanden neben dem Sitz in Linz Filialen in Steyr und Salzburg. Es wurden Bauvorhaben wie z. B. die Kanzelbahn am Ossiacher See oder die Diesterwegschule in Linz errichtet.
Im Jahre 1934 wurde die Firma liquidiert und 1937 gelöscht, jedoch trat sie sowohl vor als auch nach dem Zweiten Weltkrieg weiter aus Bauführer auf, z. B. 1950/52 bei der Errichtung des Hauserhofes (Amtsgebäude der OÖ Landesregierung in Linz). 1972 erfolgte eine Neugründung des Unternehmens, das später wiederum aufgelöst wurde.

## Realisierungen (Auswahl)
Oö. Baugesellschaft
- 1874/76 Lehrerbildungsanstalt Linz, Honauerstraße
- 1882/85 Domherrenhof Linz, Rudigierstraße (Architekt Otto Schirmer)
- 1890/91 Goetheschule Linz
- 1897 Petrinum Linz (Architekt Ignaz Scheck)
- 1898 Talstation Pöstlingbergbahn (Architekt Ignaz Scheck)
- 1900 Handelsakademie Linz
- 1907 Oberbank, Linz Hauptplatz
- 1912 TEG-Direktion, Museumstraße 6–8 (Architekt Mauriz Balzarek)
- 1926/29 Schulzentrum der Kreuzschwestern Linz (Architekt Clemens Holzmeister)
- 1927 Khevenhüller Gymnasium Linz

Vereinigte Baugesellschaft Pirkl & Eysert
- 1929/31 Diesterwegschule Linz (Architekt Curt Kühne)
- 1932 Studienbibliothek Linz
- 1950/52 Hauserhof Linz